# 차중원
차중원(1993년 2월 27일 ~ )은 대한민국의 배우이다.

## 출연작

### 영화
- 《가장 보통의 연애》 (2019년) - 영상디자인팀 사원 1 역
- 《고시》 (2017년) - 인수 역

### 드라마
- 《허쉬》 (2020년, JTBC)
- 《미스터 기간제》 (2019년, OCN) - 장정태 역
- 《은주의 방》 (2018년, O'live)
- 《산부인과》 (2010년, SBS)

### 광고
- 메디힐
- 문체부홍보영상
- 11번가